# Омар Бредли
Омар Нелсон Бредли (енгл. Omar Nelson Bradley; Кларк, 12. фебруар 1893 — Њујорк, 8. април 1981) је био амерички генерал, један од главних теренских команданата америчке војске у Северној Африци и Европи у Другом светском рату.

## Биографија
Бредли је рођен у сиромашној породици близу Кларка, Мисури, као син учитеља. Образовање је стекао у локалним школама, и намеравао је да упише Универзитет у Мисурију, али су га саветовали да проба да упише Вест Поинт. Био је први у свом округу на пријемном испиту, и уписао је академију 1911. године. Дипломирао је на Вест Поинту 1915. у класи у којој су били и многи будући генерали, и стога су је војни историчари назвали, Класа на коју су пале звезде.
Придружио се 12. Пешадијском пуку, али није учествовао у акцијама у Европи. Био је стациониран на мексичкој граници 1915. Када је објављен рат, био је унапређен у капетана, али је послат на службу у Монтану. Бредли је ступио у 19. пешадијску дивизију у августу 1918, која је требало да буде послата у Европу, али због пандемије грипа, и примирја није напустио Америку.
Између два рата је предавао и студирао. Од 1920. до 1924. је предавао математику на Вест Поинту. Унапређен је у мајора 1924. и похађао напредни пешадијски курс у Форт Бенингу, у Џорџији. После кратког службовања на Хавајима, ишао је у Школу Команде и Главног Штаба у Форт Левенворту од 1928. до 1929. Од 1929. поново је предавао на Вест поинту, паузирајући да би похађао Армијски Ратни Колеџ, 1934. године. 1936. је унапређен у чин потпуковника и радио је у Министарству рата од 1938. године. У фебруару 1941. је унапређен у бригадног генерала и послат да командује Форт Бенингом. У фебруару 1942. је преузео команду 82. пешадијске дивизије, пре него што је премештен у 28. пешадијску дивизију у јуну.
Бредли није командовао на фронту све до ране 1943, после Операције Бакља. Дата му је команда над VIII корпусом, али је уместо тога послат у северну Африку да служи под командом Двајта Ајзенхауера. Постављен је на чело II корпуса у априлу и водио га у финалне битке током априла и маја. Затим је командовао овим корпусом на Сицилији током јула. Током припрема за Десант на Нормандију, Бредли је изабран да командује значајном 1. армијском групом. Током Операције Оверлорд командовао је са три корпуса упућена у области означене кодним именима Јута и Омаха. Касније током јула, планирао је Операцију Кобра, која је означавала почетак пробоја са обала Нормандије. До августа, Бредлијева команда над преименованом 12. Армијском Групом је нарасла на преко 900.000 људи.
Бредли је своје снаге усмерио на амбициозни покушај да опколи немачку војску у Нормандији. Овај покушај је био само делом успешан, али немачка војска је ипак претрпела велике губитке током повлачења. Америчке снаге су стигле на Зигфридову линију током касног септембра. Ово велико напредовање је изненадило америчку здружену високу команду. Она је очекивала да ће немачки Вермахт да заузме одбрамбене линије на француским рекама, тако да се америчка војска претерано развукла и временом је логистика постала проблем.
У овом тренутку је Ајзенхауерова команда морала да одлучи о даљој стратегији. Бредли је заговарао стратегију која се састојала од напредовања према Сару, или два правца напредовања према областима Сар и Рур. Тек унепређен у чин фелдмаршала, Бернард Монтгомери је тражио на он буде на челу напада северног крила на Рур. Монтгомеријева темпераментна личност је на крају однела превагу, и довела до Операције Маркет-Гарден. Иако ова расправа није направила пукотине у здруженој команди, ипак је довела до озбиљне пукотине у односима између двојице команданата Армијских група на европском бојишту. Бредли је огорчено протестовао код Ајзенхауера због приоритета који је Монтгомери добио у достави залиха, али је Ајзенхауер, имајући у виду британско јавно мњење умиривао Бредлијеве протесте.
После неуспеха Монтгомеријевих снага у покушају да заузму Арнхем и у њему мост преко Рајне, снаге под Бредлијевом командом су задале почетни ударац у предстојећој бици за избочину. Бредли је искористио предност стечену у марту 1945. — пошто је Ајзенхауер још једном фаворизовао Монтгомерија расподелом залиха за још једну неуспешну офанзиву у фебруару 1945. — да сломи немачку одбрану, пређе реку Рајну и уђе у срце индустријске области Рура. Бредлијево агресивно гоњење разбијених немачких трупа је резултовало запоседањем моста преко Рајне код Ремагена. Бредли и његови подређени су брзо искористили овај прелаз преко Рајне, и извели велики маневар укљештивши немачке снаге у Руру са севера и југа. Том приликом је заробљено преко 300.000 немачких војника. Америчке снаге су се средином априла среле са совјетским снагама близу реке Елбе. До В-Е Дана, 12. Армијска група је бројала четири армије (1, 3, 9, и 15.) са преко 1,3 милиона војника.
Бредли је две године после рата руководио Администрацијом за Ветеране. Произведен је у армијског шефа генералштаба 1948. године и првог званичког председавајућег здруженог генералштаба 1949. године. 22. септембра, 1950. је унапређен у чин генерала армије, као пети и последњи човек који је достигао тај чин у америчкој војсци. Такође је 1950. године постављен за првог председавајућег НАТО одбора. Остао је у одбору до августа 1953, када је напустио активну службу и преузео више цивилних функција.
Као председавајући здруженог генералштаба, Бредли је оштро укорио генерала Дагласа Макартура, команданта УН снага у Кореји, због његове жеље да прошири Корејски рат на Кину. Убрзо пошто је Труман сменио Макартура, априла 1951, Бредли је на конгресном сведочењу рекао: Црвена Кина није моћна нација која тежи да доминира светом. Искрено речено, по мишљењу здруженог генералштаба, ова стратегија би нас умешала у погрешан рат, на погрешном месту, у погрешно време, и са погрешним непријатељем.
Бредли је објавио мемоаре 1951. године, под насловом Војникова прича и том приликом негирао тврдње маршала Монтгомерија, који је тврдио да је он победио у бици за избочину.
Кад је умро, Омар Бредли је сахрањен на Арлингтонском националном гробљу.